# MyMapHK
MyMapHK是由香港地政總署測繪處開發及推出的地圖手機應用程式，提供香港全境的可縮放電子地圖和影像地圖，設有中、英文版本。

## 應用
MyMapHK 提供涵蓋全港最新的智能數碼地圖和航空照片，並整合政府各部門的地理空間信息，透過手機應用程式向公眾提供相關資料。

### 功能
- 地段
- 遠足
- 選舉
- P5Me
- 離線地圖
- 昔日香港
- GPS 坐標
- 點到點路線搜尋
- 香港1980方格網坐標

#### 非商業化資料
- 燈柱
- 消防栓
- 古樹名木
- 公共廁所
- 註冊藥房
- 大地測量點
- 認可殯葬區
- 回收收集站

## 外部連結
- 男子婆髻山暈倒途人發現送院 | 郊野義務搜索隊CVST: 建議使用MyMapHK P5Me新功能 (2023年11月1日） （页面存档备份，存于）
- Kill標好用app介紹 - MyMAPHK （页面存档备份，存于）

- 《卓越服務@政府》MyMapHK流動地圖應用程式 (地政總署) （页面存档备份，存于）

- 如何使用 MyMapHK 尋找認可殯葬區

1. ↑  . 政府新聞處新聞公報. 2014年7月13日  [2014年7月13日]. （原始内容存档于2014年7月13日） （中文（香港））.